# عماکره (روستا)
 عماکره  (در عربی:  العَماکرة )
نام روستایی است در دهستان العَمّاریَه از توابع استان ذَمار در کشور یمن در شبه جزیره عربستان.

## جمعیت
جمعیت آن (۶۰ ) نفر (۶ خانوار) می‌باشد.